# Ариан-1
Ариан-1 (фр. Ariane 1, буквально Ариадна-1) — европейская ракета-носитель среднего класса, первая из семейства ракет-носителей «Ариан». Разработана как замена неудачной ракеты-носителя «Европа».

## История создания

### Предпосылки
1 декабря 1960 года в городе Мерен (Швейцария) состоялось подписание соглашения о создании постоянной Европейской организации по исследованию космического пространства — ESRO (сокр. от англ. European Space Research Organization). В состав организации вошли такие страны, как Бельгия, Голландия, Норвегия, Швеция и Великобритания, частично присоединились Дания, Франция, Италия, Испания и Швейцария, а ФРГ предпочла отложить подписание соглашения на более поздний срок.
Основная программа ЕSRO предполагала осуществление космических проектов в несколько этапов:
- Первый этап — в течение первых 3 лет осуществить запуск небольших (массой около 45 кг) ИСЗ, оснащённых относительно простым научным оборудованием;
- Второй этап — создать задел по более тяжёлым ИСЗ массой 225—450 кг, а также КА для запуска в сторону Луны (готовность к старту через 5 лет).
- Последующие этапы — разработка космической техники для доставки научной аппаратуры на Луну, исследования других планет и организации орбитального мониторинга в околосолнечном пространстве.

Соглашение в рамках ESRO предполагало, что до создания европейской ракеты-носителя все спутники будут запускаться при помощи американских ракет. Первый общеевропейский малый спутник планировалось запустить в 1967 году, а первый тяжелый спутник — в 1969 году. Пуски баллистической ракеты Blue Streak производства Великобритании намечались с полигона Вумера, а РН Diamant — из Куру. Рассматривался вопрос о ракетном полигоне в зоне полярных сияний: изучались район Кируна (Швеция), Нассассуак (Гренландия) и Андё (Норвегия).
В рамках развития программы ESRO было решено создать Европейский центр космической техники — ESTC (сокр. от англ. European Space Technology Centre), отвечающий за проектирование, разработку и изготовление головных частей ракет-носителей, ИСЗ и КА, а также Европейский центр обработки данных космических полётов — ESDC (сокр. от англ. European Space Data Centre), который занимался бы вопросами сопровождения и телеметрии, расчётом орбит спутников, а также солнечными и геодезическими измерениями. Планировалось построить четыре станции сопровождения и телеметрических измерений и три станции оптического слежения.
30 января 1961 года в Страсбурге (Франция) открылась конференция по вопросу создания Европейской организации по разработке ракет-носителей — ELDO (сокр. от англ. European Launcher Development Organization). В ней участвовали официальные представители 12 стран: Великобритании, Франции, ФРГ, Италии, Швейцарии, Австрии, Бельгии, Голландии, Норвегии, Швеции, Дании и Испании, а Канада, Греция, Ирландия и Турция прислали наблюдателей. В ходе конференции была рассмотрена возможность создания новой трёхступенчатой ракеты-носителя с проведением первых испытательных пусков уже в 1965 году.
Бюджет ELDO на 5 лет определялся в £70 млн.: 55 % бюджета поглощало программа продолжения Великобританией опытных работ по ракете Blue Streak; работы Франции по созданию второй ступени требовали 18 %, на создание третьей ступени выделялось около 9 % бюджета организации. Размещение общеевропейских контрактов производилось либо администрацией ELDO, либо, по её поручению, правительствами соответствующих стран «на основе рационального распределения работ среди участвующих субъектов с учётом их технического уровня и состояния экономики». Техническим опытом, накопленным в ходе выполнения программы, имели право пользоваться все участники организации.
16 апреля 1962 года в соглашении о создании организации ELDO было поставлена последняя подпись; в организацию вошло шесть стран-основателей и Австралия. Резиденцией ELDO был избран Париж, где находилась и ESRO. Проектные задачи организации были разделены следующим образом:
- Великобритания разработка первой ступени новой ракеты-носителя;
- Франции отвечала за разработку второй ступени
- ФРГ отвечала за разработку третьей ступени
- Италия — разработка экспериментальных космических аппаратов;
- Голландия — системы телеметрии дальнего действия;
- Бельгия — разработка наземных станций управления и слежения;
- Австралия — строительство стартового комплекса и пусковой инфраструктуры.

### Создание РН «Европа»
В ходе работ по созданию новой европейской ракеты-носителя в рамках организации ELDO была создана ракета-носитель «Европа-1» (англ. Europa 1). Её первой ступенью послужила английская баллистическая ракета Blue Streak, второй — французская Coralie и третьей — ракета Astris разработки ФРГ. Общая бюджет проекта превысил £130 млн. «Европа-1» была рассчитана на вывод полезной нагрузки массой не более, чем 1150 кг на полярную орбиту высотой 500 км, или же космического аппарата весом не более, чем 180 кг — на орбиту высотой ~ 9300 км.
Первая ступень ракеты-носителя практически не отличалась от исходной ракеты Blue Streak. Вторая ступень Coralie разрабатывалась Лабораторией баллистических и аэродинамических исследований (LRBA) и фирмой Nord-Aviation. Coralie оснащалась четырёхкамерным жидкостным ракетным двигателем (ЖРД), топливом была смесь НДМГ (гептил) / АТ (амил). Успешные огневые стендовые испытания ступени Coralie были проведены 9 декабря 1965 года.
Третью ступень Astris разрабатывали фирмы Belkov и ERNO. Astris оснащалась одним маршевым и двумя вспомогательными ЖРД. В качестве топлива для ЖРД была выбрана смесь AT (амил) и «Аэрозин-50». На третьей ступени устанавливалась радиокомандная система управления. Её бортовые приёмники работали на частоте 700 и 1400 МГц. Телеметрическая система обеспечивала контроль 250 различных параметров. Первые огневые испытания двигателей третьей ступени были проведены 1 апреля 1965 года.
Для проведения лётных испытаний верхних ступеней ракеты-носителя по программе ELDO была создана специальная экспериментальная ракета Cora длиной 11,5 м, диаметром 2 м и стартовой массой не более, чем 16,5 тонн. Она была создана на базе модифицированной ступени Coralie с укороченными соплами в качестве первой ступени и включала вторую ступень Astris и головной обтекатель (ГО) разработки итальянских ведомств.
По программе было намечено провести 10 лётно-конструкторских испытаний (ЛКИ) «Европы-1» (ELDO-A). «Европа-1», в целом, не соответствовала передовому техническому уровню того времени, а о её надежности можно говорить только приблизительно. Все первые пуски по программе ЛКИ проходили с австралийского полигона Вумера в период с 1964 года по 1970 год. К трём последним стартам «Европа-1» предполагалось подготовить в полной комплектации со спутником STV. Неполадки третьей ступени привели к авариям РН.
В июле 1966 года был утверждён проект новой ракеты-носителя — ELDO PAS («Европа-2»). Новая ракета-носитель со стартовой массой 112 тонн представляла собой модернизированный вариант РН «Европа-1» с твердотопливной «перигейно-апогейной системой» для запуска космических аппаратов массой до 170 кг на геостационарную орбиту (ГСО). В конструкции можно выделить следующие изменения: Великобритания заменила систему радионаведения Blue Streak на инерциальную, Италия обеспечила создание перигейного РДТТ и экспериментального спутника STV, а Франция подготовила Центр запусков в Куру.
Мизерные возможности ракеты «Европа-2» по выводу полезной нагрузки на ГСО сподвигли ELDO на кардинальный пересмотр концепции общеевропейского носителя: так появился проект ракеты-носителя «Европа-3». Один из возможных вариантов представлял собой двухступенчатую ракету-носитель высотой 36,5 м, диаметром корпуса до 3,8 м и максимальной стартовой массой не более, чем 191 тонна. Первая ступень L150 предполагалось оснастить четырьмя французскими ЖРД «Викинг-2» (топливо — НДМГ / АТ). Вторая ступень с кислородно-водородным двигателем Н-20, с тягой в вакууме 20 тс. Первый запуск РН «Европа-3» планировался на 1978 год.
На фоне лунных программ США и солидной программы орбитальных станций СССР чрезмерные расходы и неутешительные испытания ракет семейства «Европа» вызвали угрозу распада ELDO. Также организация не имела подлинных полномочий в технических решениях, а последнее слово в руководстве программой принадлежало государствам — членам ELDO. Кроме того, в апреле 1969 года, когда в ELDO решили инициировать разработку «Европы-3» (400—700 кг на ГСО), руководство Великобритании и Италии приняло решения выйти из организации. Сопутствующий кризис ELDO в 1972 году привёл к закрытию проектов по создании и доработки ракет семейства «Европа». Вскоре после этого организация ELDO была ликвидирована. Общий бюджет организации за всё время существования составил 745 млн долларов.

### Создание ЕКА и РН «Ариан»
После ликвидации организации ELDO, Великобритания приняла решение использовать американские РН для вывода своих спутников связи, а Франция принялась разрабатывать «резервные» программы. Национальное космическое агентство Франции (CNES) предложило разработать недорогую ракету с высокими характеристиками, использующую испытанные технологии и нацеленную на коммерческий рынок телекоммуникационных космических аппаратов. Для минимизации рисков в новом проекте ракеты-носителя L-3S предлагалось базироваться только на решениях, которые могли быть реализованы французской промышленностью. В основу новой ракеты-носителя вошел опыт по созданию ракет «Диамант» В и В-Р4.
Новый проект предлагалось реализовать в семилетний период (1973—1979 гг.) при затратах в 2—3 раза меньших, чем у «Европа-3». Чтобы упрочить своё техническое и политическое лидерство, Франция предложила странам-партнёрам оплатить любые расходы свыше 120 % оцененной общей стоимости. Более чем вероятно, что именно этот аргумент убедил европейских «соратников» принять участие в новой амбициозной программе. Французы смогли также извлечь выгоду из двух непродуманных решений, принятых США, а именно: в 1973—1974 гг. США пытались блокировать коммерческую эксплуатацию франко-германских спутников связи Symphony, а также NASA запланировало прекратить запуски одноразовых носителей в 1980-х годах в пользу кораблей Спейс шаттл.
В июле 1973 года в результате слияния ELDO и ESRO была создано Европейское космическое агентство — ЕКА (англ. European Space Agency). Основной ракетой-носителем новой организации должна была стать новая ракета «Ариан» (бывшая L-3S), названная так в честь дочери мифического критского царя Миноса, которая помогла греческому герою Тесею убить чудовищного Минотавра и выбраться из его лабиринта.

## Конструкция
Четырёхступенчатая ракета-носитель Ариан-1 стартовой массой 210 т и общей высотой 47,4 м предназначалась для запуска полезной нагрузки массой до 1850 кг на переходную к геостационарной орбиту (ГПО). На первой и второй ступенях РН были установлены жидкостные ракетные двигатели открытого цикла на долгохранимом самовоспламеняющемся ракетном топливе с турбонасосной подачей, семейства Викинг.
| Название                       | L140               | L33                | H8              | Mage-1            |
| Статус                         | Не производится    |                    |                 |                   |
| Стоимость (в ценах 1985 г.)    | 14,5 млн. USD      | 5,8 млн. USD       |                 |                   |
| Полная масса                   | 159,55 т           | 36,79 т            | 9,600 т         | 0,369 т           |
| Сухая масса                    | 13,27 т            | 3,285 т            | 1,157 т         | 0,034 т           |
| Масса топлива                  | 140 т              |                    |                 |                   |
| Длина                          | 18,4 м             | 11,5 м             | 8,35 м          | 1,13 м            |
| Диаметр                        | 3,8 м              | 2,6 м              | 2,6 м           | 0,77 м            |
| Максимальный диаметр           | 8,3 м              | 2,6 м              | 2,6 м           | 0,77 м            |
| Тяга                           | 2771,94 кН         | 720,965 кН         | 61,674 кН       | 19,397 кН         |
| Удельный импульс (в вакууме)   | 281 с              | 293,5 с            | 443 с           | 295 с             |
| Удельный импульс (на ур. моря) | 248 с              | 200 с              |                 | 220 с             |
| Время работы                   | 145 с              | 131 с              | 132 с           | 50 с              |
| Двигательные установки         | 4 х ЖРД «Викинг-2» | 1 х ЖРД «Викинг-4» | 1 х ЖРД «HM7-A» | 1 х РДТТ «Mage-1» |
| Размер двигателя               | 2,87 × 0,99 м      | 3,51 × 1,70 м      |                 | 1,13 × 0,77 м     |
| Полная масса двигателя         |                    | 826 кг             |                 |                   |

## История пусков
Всего с помощью ракеты-носителя «Ариан-1» было произведено 11 пусков, из них 2 пуска оказались неудачными. Первый пуск ракеты-носителя «Ариан-1» состоялся 24 декабря 1979 года в 17:14:38 UTC со стартовой площадки ELA-1 космодрома Куру во Французской Гвиане. При этом был успешно выведен на орбиту спутник CAT-1.
Последний пуск был произведён 22 февраля 1986 года в 01:44:35 UTC со со стартовой площадки ELA-1 космодрома Куру. Во время пуска был произведён вывод на расчётную орбиту двух спутников: французского спутника дистанционного зондирования Земли (ДЗЗ) SPOT-1 и шведского научного спутника для исследования плазменных процессов в магнитосфере и ионосфере Земли — Викинг.
| 1  | 24 декабря 1979 года 17:14:38 UTC | L-01    | CAT-1              | CAT               | 1979-104A | 11645 | Куру ELA-1 | Успех  |
| 2  | 23 мая 1980 года 14:29:39 UTC     | L-02    | Firewheel Subsat-1 | FIRE E (MPE)      |           |       | Куру ELA-1 | Авария |
| 2  | 23 мая 1980 года 14:29:39 UTC     | L-02    | Firewheel Subsat-2 | FIRE B (SRC)      |           |       | Куру ELA-1 | Авария |
| 2  | 23 мая 1980 года 14:29:39 UTC     | L-02    | Firewheel Subsat-3 | FIRE C (UCB)      |           |       | Куру ELA-1 | Авария |
| 2  | 23 мая 1980 года 14:29:39 UTC     | L-02    | Firewheel Subsat-4 | FIRE D (NRC)      |           |       | Куру ELA-1 | Авария |
| 2  | 23 мая 1980 года 14:29:39 UTC     | L-02    | Feuerrad           |                   |           |       | Куру ELA-1 | Авария |
| 2  | 23 мая 1980 года 14:29:39 UTC     | L-02    | AMSAT Phase 3A     | AMSAT Phase III-A |           |       | Куру ELA-1 | Авария |
| 2  | 23 мая 1980 года 14:29:39 UTC     | L-02    | CAT-2              | CAT               |           |       | Куру ELA-1 | Авария |
| 3  | 19 июня 1981 года 12:32:59 UTC    | L-03    | Meteosat 2         | Meteosat F2       | 1981-057A | 12544 | Куру ELA-1 | Успех  |
| 3  | 19 июня 1981 года 12:32:59 UTC    | L-03    | APPLE              |                   | 1981-057B | 12545 | Куру ELA-1 | Успех  |
| 3  | 19 июня 1981 года 12:32:59 UTC    | L-03    | CAT 3              | CAT               | 1981-057C | 12546 | Куру ELA-1 | Успех  |
| 4  | 20 декабря 1981 года 01:29:00 UTC | L-04    | Marecs 1           | Marecs A          | 1981-122A | 13010 | Куру ELA-1 | Успех  |
| 4  | 20 декабря 1981 года 01:29:00 UTC | L-04    | CAT 4              | CAT 04/VID        | 1981-122B | 13011 | Куру ELA-1 | Успех  |
| 5  | 9 сентября 1982 года 02:12:00 UTC | L-5     | Marecs B           | Marecs            |           |       | Куру ELA-1 | Авария |
| 5  | 9 сентября 1982 года 02:12:00 UTC | L-5     | Sirio 2            |                   |           |       | Куру ELA-1 | Авария |
| 6  | 16 июня 1983 года 11:59:03 UTC    | L-6     | Eutelsat 1F1       |                   | 1983-058A | 14128 | Куру ELA-1 | Успех  |
| 6  | 16 июня 1983 года 11:59:03 UTC    | L-6     | OSCAR 10           | AMSAT Phase III-B | 1983-058B | 14129 | Куру ELA-1 | Успех  |
| 7  | 19 октября 1983 года 00:45:36 UTC | L-7     | Intelsat 507       | INTELSAT V F7     | 1983-105A | 14421 | Куру ELA-1 | Успех  |
| 8  | 5 марта 1984 года 00:50:03 UTC    | L-8     | Intelsat 508       | INTELSAT V F8     | 1984-023A | 14786 | Куру ELA-1 | Успех  |
| 9  | 23 мая 1984 года 01:33:29 UTC     | V-9 L-9 | Spacenet F1        |                   | 1984-049A | 14985 | Куру ELA-1 | Успех  |
| 10 | 2 июля 1985 года 11:23:13 UTC     | V14 L10 | Джотто             |                   | 1985-056A | 15875 | Куру ELA-1 | Успех  |
| 11 | 22 февраля 1986 года 01:44:35 UTC | V16 L11 | SPOT-1             | SPOT              | 1986-019A | 16613 | Куру ELA-1 | Успех  |
| 11 | 22 февраля 1986 года 01:44:35 UTC | V16 L11 | Викинг             |                   | 1986-019B | 16614 | Куру ELA-1 | Успех  |

## Статьи
- Колюбакин В.  Ariane — европейская ракета // Теле-Спутник. — 2012. — № 6 (20). — С. 31—34. Архивировано 27 декабря 2016 года.
- Колюбакин В.  Ariane — европейский носитель // Теле-Спутник. — 2000. — № 3 (53). — С. 32—35. Архивировано 27 декабря 2016 года.
- About G.; Hauguel P.; Hrisafovic N.; Lemoine J. C.  La prévention des instabilités pogo sur Ariane 1 // Acta Astronautica. — Elsevier, 1983. — Vol. 10, No. 4. — P. 179—188. — ISSN 0094-5765. — doi:10.1016/0094-5765(83)90040-1. — Bibcode: 1983AcAau..10..179A.
- Redon, David.  Interview with Raymond Orye // Oral history of Europe in space. — ESA, 2002. — P. 25. Архивировано 7 декабря 2013 года.
- Souchier A.  Propulsion systems for Ariane 1 to Ariane 4 — A continuous evolution (A99-31551) // 35th AIAA/ASME/SAE/ASEE Joint Propulsion conference and exhibit (Invited Press.99-2905). — Los Angeles: American Institute of Aeronautics and Astronautics. — P. 25. — doi:10.2514/6.1999-2905. Архивировано 7 декабря 2013 года.